# Il circolo delle ingrate
Il circolo delle ingrate (The Benefactress) è il terzo romanzo della scrittrice Elizabeth von Arnim, pubblicato nel 1901.

## Trama
Anne Estcourt, una giovane aristocratica inglese bella e colta ma povera, vive in casa del fratello Peter che, a sua volta, ha sposato Susie, una parvenu ricca e snob. Anne è ancora nubile all'età di venticinque anni, con dispetto della cognata la quale non si capacita come mai una ragazza priva di mezzi, invece di sfruttare la sua avvenenza e il nome illustre per sposare un uomo ricco, rifiuti i vari pretendenti. In realtà Anna vorrebbe lavorare, e accetterebbe anche lavori umili («a volte parlava di fare la spazzina agli incroci»), ma le viene impedito dalla cognata («Susie, però, non voleva sentir parlare di incroci [...] essendo dell'opinione che un marito ricco con una buona posizione fosse di gran lunga preferibile a un incrocio, oltre che più propenso a ricompensare lei per tutte le spese sostenute»). Il desiderio di indipendenza della ragazza è compreso dallo zio Joachim, fratello della madre tedesca, il quale, alla sua morte, lascia in eredità ad Anna una proprietà di campagna, che le garantisce un luogo dove vivere in autonomia ed un reddito. Anna si trasferisce a Kleinwalde, una campagna nei pressi di Stralsund, in Pomerania, nel nord della Germania, e decide di mettere la residenza a disposizione di una dozzina di donne sole desiderose di avere un po' di indipendenza dalle famiglie.
L'idea non si rivelerà felice. Le donne, che hanno appreso dell'iniziativa da un annuncio pubblicato su un giornale locale, si riveleranno quasi tutte profittatrici, bugiarde o impostore, e comunque tutte ingrate e fonte di fastidi per l'utopista Anna; ugualmente fastidiosi si dimostrano i maschi imparentati con le ospiti, tutti intenti a infastidire ad Anna con proposte di matrimonio dettate soprattutto dal patrimonio della giovane ereditiera. Gli abitanti del villaggio si riveleranno tutti rozzi, misogini e antisemiti, tranne Axel Lohm, un grande proprietario terriero della regione colto e sensibile il quale fino ad allora si è sacrificato per i propri familiari. Anne si rende conto che l'indipendenza pura presenta qualche inconveniente e ricambia l'amore di Axel. L'accettazione dell'amore di Axel avviene in un carcere: il nobile tedesco era stato arrestato sebbene innocente e Anne, che si era recata in prigione per portare aiuto allo spasimante fino ad allora respinto, «gli cinse il collo con le braccia; con quell'unico gesto gli consegnò se stessa e il suo futuro completamente, ammainò per sempre la bandiera dell'indipendenza».

## Elementi autobiografici
Come il primo romanzo della scrittrice (Il giardino di Elizabeth), anche Il circolo delle ingrate presenta numerosi aspetti autobiografici. Come Elizabeth von Arnim, la protagonista Anna Estcourt è una giovane donna colta, amante dell'indipendenza economica e protofemminista, che si trasferisce dall'Inghilterra in una piccola località della Pomerania. Anche il marito di Anna, Axel Lohm, viene incarcerato: la stessa cosa accadde al marito dell'autrice, che nel 1901 venne accusato di truffa.

## Edizioni
- The Benefactress, by the Author of "Elizabeth and Her German Garden", London; New York: Macmillan & Co. Ltd., 1901
- Elizabeth Von Arnim, Il circolo delle ingrate; traduzione di Simona Garavelli, Torino: Bollati Boringhieri, 2012, ISBN 978-88-339-2298-0